# Retribución (teología)
La retribución es en Teología la recompensa por una conducta estimada buena o el castigo por una acción condenada como mala. También forma parte del sentido moral y jurídico común.

## Concepto e historia
Se relaciona con la responsabilidad de las acciones y con el mérito para las buenas obras realizadas y el demérito para las malas. También atañe al concepto de justicia, según la definición del derecho romano: Suum cuique tribuere, "dar a cada uno lo suyo" y ha sido aplicado por algunas religiones a la relación entre el hombre y Dios, aunque también ha sido criticado por quienes sostienen que la conducta del creyente debe ser "desinteresada", esto es, este no debe pensar ni ajustar sus actos a una espera de recompensa. 
En las Sagradas Escrituras no existe un solo vocablo que acoja todos los significados del concepto de retribución, ni en sentido positivo ni en el negativo. En el Antiguo Testamento el que más se acerca es sakar. "Salario" se usa en las relaciones humanas, "premio" o "recompensa" en las divinas. Otra raíz, slm, significa saciarse, llenarse, saldar una deuda. La raíz gml expresa la idea de "pago" por hacer lo justo, esto es, recompensa, pero esto no abarca la "recompensa" de las malas acciones. Algo parecido puede decirse de otras raíces empleadas en el AT para el concepto: pqd, zkr, swb, nqm y temúrah.
La retribución es tema fundamental de uno de los grandes libros filosóficos del Antiguo Testamento, el Libro de Job, y es incluso mucho más importante para el Nuevo Testamento en su conjunto: según el cristianismo, tras la muerte aguarda un juicio divino particular en que corresponde la recompensa o el castigo por los actos realizados por el hombre en vida. La figura del juicio aparece también en el politeísmo egipcio antiguo (véase Libro de los muertos) y en el paganismo grecorromano (tras la sentencia de los jueces Éaco, Minos y Radamanto, los buenos marchaban a los Campos Elíseos y los malos al Tártaro). En el hinduismo y el budismo se relaciona con los conceptos de karma y vipāka a través del ciclo de la reencarnación. Para el nihilismo, por el contrario, la retribución es algo que se debe dar el propio individuo.
En cuanto a su interpretación para el cristianismo, existe un debate que evidencia la dificultad de pensar la relación entre Dios y el hombre, entre la libertad divina y la humana y el origen de la retribución: si nos apoyamos en pasajes particulares, ambas posiciones parecen sostenibles. Por ejemplo, se cita Proverbios XI, 3 ("Los hombres rectos son guiados por su integridad, y los pérfidos son destruidos por su propia malicia") en apoyo de la teoría acción-consecuencia. En cambio se cita Proverbios XVI, 1 ("Propio es del hombre hacer planes, pero la última palabra es de Dios") para avalar la tesis de la intervención de Dios insondablemente libre que escapa a toda previsión humana. El escéptico Eclesiastés se preguntaba: ¿de qué le sirve al hombre hacer el bien, si buenos y malos acaban en el mismo sitio? En el trasfondo de todo esto late la teología de la retribución y su problemática: si durante la vida obramos el bien, la misma vida nos recompensará con bienes y viceversa (Proverbios y Eclesiástico) pero no siempre ocurría así (Job y Eclesiastés). Dios no es hostil, ni tampoco imparcial: «Yo no me complazco en la muerte de nadie. Convertíos y viviréis» Ez XVIII, 32. El problema es conciliar la fe con la experiencia del sufrimiento. Es un debate importante, porque las confesiones cristianas divergen en si la salvación ha de conseguirse solo con la fe porque existe predestinación, solo con las obras o con ambas.
En el caso del protagonista del Libro de Job, Job es justo y también rico, pero ser “rico” era igual a ser “justo” y “pobre” era igual a ser “pecador” según la mentalidad del Antiguo Testamento, para la cual la justicia se alcanzaba en este mundo: premio para los buenos y castigo para los malos en esta vida, ya que en este tiempo aun no existía la concepción de la vida después de la muerte; poco a poco a Job se le va despojando de sus riquezas y sigue siendo justo y por ello él se enfrenta y reclama a Dios sus desgracias venideras. A pesar de que Job se queda sin nada él permanece siendo un hombre justo, es decir, un buen hombre, algo que no era explicable según la mentalidad de la época y de ahí deriva la modernidad de su propuesta entonces, aunque a la postre venga en esta obra un final acorde con la llamada justicia poética y Job reciba en recompensa a sus padecimientos (y en vida) el doble de los bienes que poseía antes de su desgracia. 
En el Nuevo Testamento, más en concreto en el Evangelio de Lucas, está la parábola central del “hijo pródigo”. El padre reparte la herencia a sus dos hijos, pese a que no era lo acostumbrado; el menor se la gasta y decide regresar a casa de su padre, y este sintió compasión por él, y corrió, se echó sobre su cuello y lo besó. Y más aún, pidió a sus siervos que le pusieran un anillo, el mejor vestido e hizo fiesta porque regresó el hijo que estaba perdido; pero el hermano mayor que regresó a casa se da cuenta de lo que ha pasado, se enojó y no quiso entrar. Y en este momento el padre también sale por él y le rogó que entrase, es decir el padre es aquel que sale al encuentro de sus hijos porque los ama y no les lleva las cuentas de lo que hacen o dejen de hacer. Ese es el sentido de la misericordia y de la caridad cristianas. El desinterés debe llegar hasta desechar toda idea de recompensa: Cristo no exigió retribución por salvar a la humanidad, aunque no por eso dejó de exigir a sus discípulos una perfecta pureza de intención. 
Este concepto aparece en algunos textos místicos de la literatura española, como el Soneto a Cristo crucificado.